# Danska Guldkusten

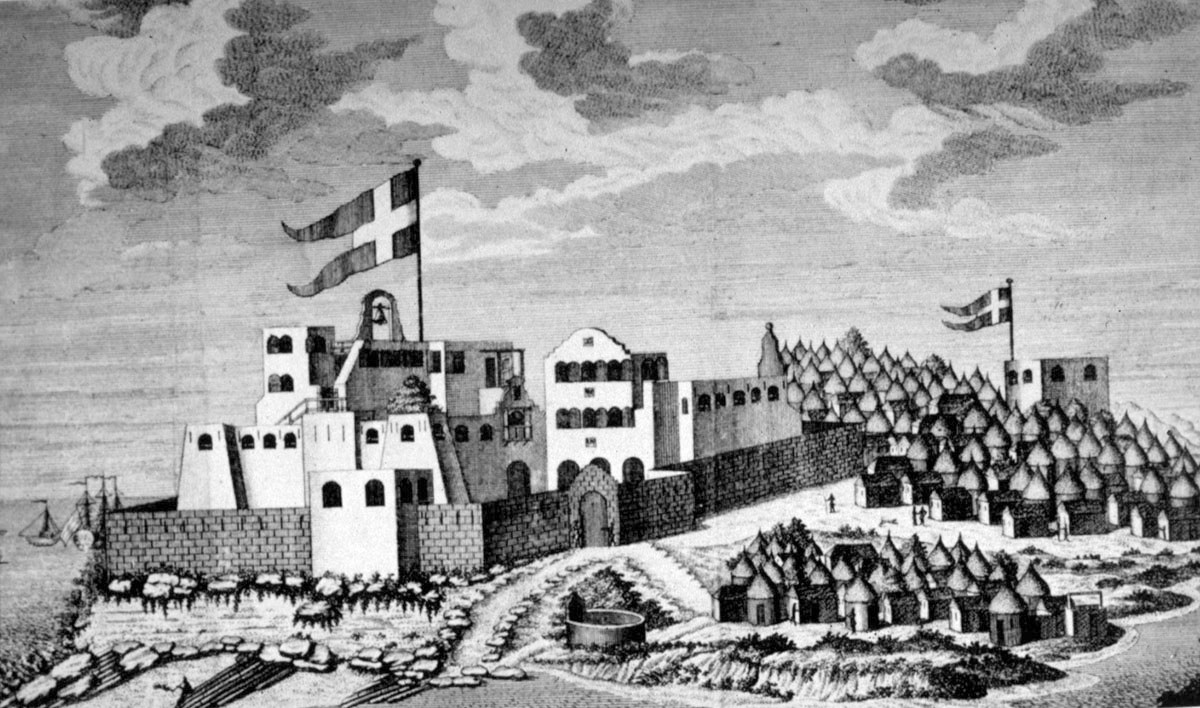
Samtida teckning av Fort Christiansborg, numera Osu Castle.

Danska Guldkusten var en del av Guldkusten i nuvarande Ghana, som var koloniserad av Danmark, först indirekt under Danska Västindiska Kompaniet och senare som koloni under den danska kronan.

## Historia
Danmarks intressen på Guldkusten började år 1658, då den svenska handelskolonin Cabo Corso erövrades genom övertagandet av Fort Carolusborg. Mellan 1660 och 1680 sköttes handeln av Glückstadtkompagniet, som upprättade två handelsfort, Frederiksborg och Christiansborg. Emellertid såldes Frederiksborg till engelsmännen 1685. Under perioderna 1680–1682 samt 1782–1785 var området under portugisisk respektive brittisk ockupation. Glückstadtkompagniet följdes av Västindiska-guineanska Kompaniet, som dock först själva skötte handeln i området från 1698. Flera mindre fort kom senare att upprättas längre österut. Administrationen över området växlades från 1754 mellan kungligt styre och styre av privata handelskompanier, tills kronan slutligen tog över forten 1792.
Danskarna var fram till början av 1700-talet huvudsakligen intresserade av områdets guldfyndigheter. Efter det kom slavhandeln att dominera, där lokalbefolkningen på Guldkusten fördes till Danska Västindien. Totalt skeppades omkring 85 000 slavar till Västindien från 1660 till 1802, då dansk slavhandel i Afrika förbjöds.
Titeln på högste kolonialadministratören i Danska Guldkusten var Opperhoved från 1658, först 1766 användes titeln guvernör.
Man försökte under 1800-talet upprätta plantager och dansk överhöghet på bägge sidor om Voltafloden, men konkurrensen från britterna omöjliggjorde detta. År 1850 såldes därför hela Danska Guldkusten till Storbritannien, och införlivades med Brittiska Guldkusten.
Följande fort var under en tidsperiod i dansk ägo:
- Fort Christiansborg 1658–1850
- Fort Carlsborg 1658–1664
- Cong 1659–1661
- Fort Frederiksborg 1659–1685
- Fort Fredensborg 1734–1850
- Fort Prinsensten 1784–1850
- Fort Kongensten 1784–1850
- Fort Augustaborg 1787–1850